# شما صمیمانه دعوت شده‌اید
شما صمیمانه دعوت شده‌اید (به انگلیسی: You're Cordially Invited) یک فیلم کمدی رمانتیک آمریکایی محصول سال ۲۰۲۵ به نویسندگی و کارگردانی نیکلاس استولر تولید کمپانی آمازون ام‌جی‌ام استودیوز است. ویل فرل، ریس ویترسپون، گرالداین ویسونافن و مردیت هاگنر در این فیلم به ایفای نقش پرداخته‌اند.
این فیلم در تاریخ ۳۰ ژانویه ۲۰۲۵ توسط آمازون پرایم ویدئو منتشر شد. و نظرات متفاوتی از سوی منتقدان دریافت کرد.

## داستان
یک عروس (ویسونافن) و پدرش (فرل) متوجه می‌شوند که مکان رؤیایی عروسی آنها برای عروس دیگری (هاگنر) و خواهر برنامه‌ریز عروسی او (ویترسپون) دوبار رزرو شده است، که عواقب خنده دار دارد.

## ساخت
فیلمبرداری اصلی در آتلانتا در می ۲۰۲۳ آغاز شد.

## بازخوردها
- در وب‌سایت جمع‌آوری نقد راتن تومیتوز از نظرات ۹۵ نقد منتقد، با میانگین امتیاز ۵٫۳ از ۱۰ مثبت است.
- در متاکریتیک، که از میانگین وزنی استفاده می‌کند، بر اساس رای ۳۰ منتقد، امتیاز ۵۱ از ۱۰۰ را به فیلم اختصاص داد که نشان دهنده نقدهای «مختلط یا متوسط» است.